# Ada Smith (Tänzerin)

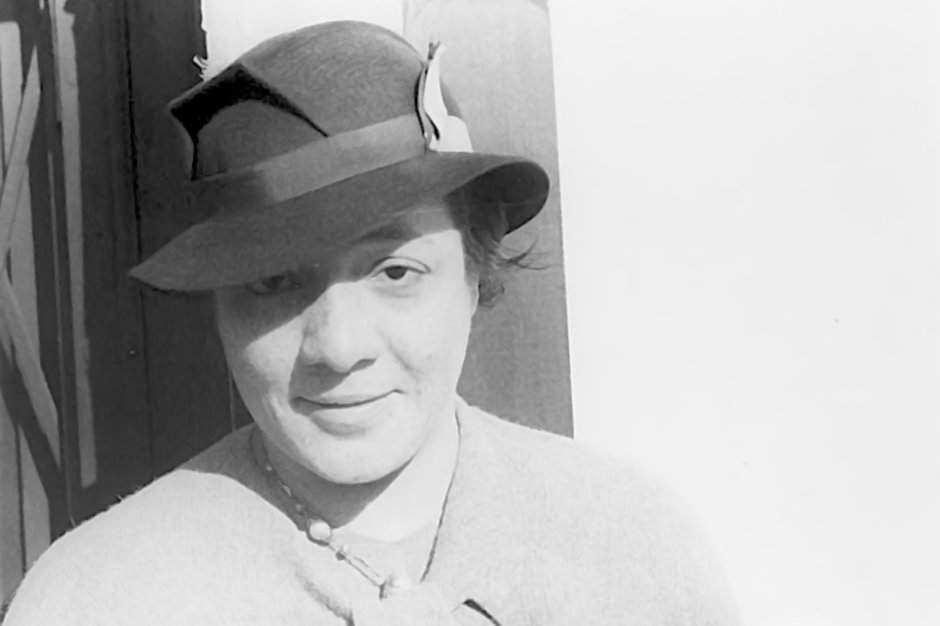
Ada Smith (1934)

Ada Beatrice Queen Victoria Louise Virginia Smith (* 14. August 1894 in Alderson, West Virginia; † 1. Februar 1984 in New York City), besser bekannt als Bricktop, war eine US-amerikanische Vaudeville-Tänzerin und Sängerin. Sie betrieb lange Zeit namhafte Nachtclubs in Paris, Mexiko-Stadt und Rom.

## Biografie
Ada Smith war das jüngste von vier Kindern. Als ihr Vater starb, zog die Familie nach Chicago. Schon in jungen Jahren kam sie mit der Welt des Vaudeville in Berührung. Bereits mit 16 tourte sie in TOBA- und Pantages-Theatern. Wegen ihrer roten Haare und Sommersprossen hatte sie den Spitznamen „Bricktop“ (Backsteinkopf). Durch ihre Auftritte beispielsweise in Barron Wilkins’ Exclusive Club lernte sie Jazzmusiker wie Jelly Roll Morton, Duke Ellington und Cole Porter kennen.
1924 kam Ada Smith nach Paris, wo Cole Porter sie als Entertainer für seine Partys buchte. Sie brachte die neuesten Modetänze mit, etwa den Charleston und den Black Bottom. Smith begann, Clubs zu betreiben, in denen sie auftrat, etwa „The Music Box“ und „Le Grand Duc“. Ihren nächsten Club nannte sie „Chez Bricktop“, den sie 1929 in die Rue Pigalle Nummer 66 verlegte und bis 1961 führte.
1938–39 moderierte Smith eine Radiosendung für die französische Regierung. Während des Zweiten Weltkriegs verließ sie Paris.
Viele Berühmtheiten besuchten das „Chez Bricktop“, darunter Cole Porter, der Herzog und die Herzogin von Windsor und F. Scott Fitzgerald. Zu den Künstlern, die im „Chez Bricktop“ auftraten, gehörten Duke Ellington, Mabel Mercer und Josephine Baker. Cole Porter schrieb für Ada Smith den Song „Miss Otis Regrets“. Django Reinhardt und Stéphane Grappelli widmeten ihr das Stück „Brick Top“. F. Scott Fitzgerald, Langston Hughes, Ernest Hemingway, Maya Angelou, Evelyn Waugh und T. S. Eliot schrieben über Ada Smith und ihren Club.
1972 machte Ada Smith mit Cy Coleman ihre einzige Plattenaufnahme, So Long Baby. 1974 spielte sie im Film „Honeybaby, Honeybaby“ sich selbst als Besitzerin des Nachtclubs „Bricktop’s“ in Beirut. 1983 hatte sie einen Cameoauftritt in Woody Allens Film „Zelig“. Mit James Haskins schrieb sie ihre Autobiografie Bricktop by Bricktop, die 1983 erschien und mit Anekdoten über zahlreiche Prominente gespickt ist.
Ada „Bricktop“ Smith starb 1984 in ihrem Apartment in New York.